# Майстренко Анатолій Львович
Майстренко Анатолій Львович — відомий вчений в галузі міцності структурно-неоднорідних матеріалів і комп'ютерного моделювання фізико-механічних властивостей надтвердих композитів з урахуванням їх структурного стану і технологічної спадковості, а також розробки нових технологічних методів спікання композиційних алмазовмістних матеріалів (КАМ) для породоруйнуючих інструментів. Він розробив модель руйнування синтетичних зерен алмазу з включеннями сплаву-розчинника при термічному навантаженні. Практичним наслідком цих досліджень було створення технології інтенсивного електроспікання композиційних алмазовмістних матеріалів під тиском, що дозволило істотно підвищити їх зносостійкість і експлуатаційні властивості.
Завідувач відділу комп'ютерного моделювання та механіки композиційних матеріалів [Архівовано 7 квітня 2017 у Wayback Machine.] Інституту надтвердих матеріалів ім. В. М. Бакуля НАН України (з 1992 р.).
Член-кореспондент НАН України (2006), професор (1995). Лауреат Державної премії України в галузі науки і техніки.
А. Л. Майстренко входить до складу засновників «Українського товариства з механіки руйнування матеріалів», і був обраний членом Національного комітету України з теоретичної та прикладної механіки.

## Біографія
Майстренко А. Л. народився 24 травня 1946 року в м. Волгограді, де і пройшли його дитячі роки. У 1953 році почав навчання в середній школі № 8 м. Волгограда. З 1953 по 1957 рік жив разом з батьками на території Німецької Демократичної Республіки.
У 1962 році розпочав трудову діяльність техніком в Інституті кібернетики АН УРСР, поєднуючи роботу з навчанням у середній школі робітничої молоді № 15 м. Києва. У 1964 році закінчив середню школу робітничої молоді.
У 1964 році вступив до Київського державного університету ім. Т. Г. Шевченка на механіко-математичний факультет на спеціальність «Механіка». У 1969 році закінчив університет, і почав наукову діяльність в Інституті проблем міцності АН УРСР у відділі «Міцності матеріалів при кріогенних температурах».
У 1976 році підготував і успішно захистив кандидатську дисертацію на тему: «Дослідження докритичного зростання тріщин в тонколистовому металі при статичному навантаженні», в якій методами механіки руйнування досліджено закономірності формування зон пластичних деформацій в пружно-пластичних металах, побудовані діаграми докритического поширення тріщин з урахуванням впливу швидкості деформування і температури охолодження.
У 1977 році кандидат технічних наук А. Л. Майстренко був переведений в Інститут надтвердих матеріалів АН УРСР у відділ міцності і довговічності надтвердих матеріалів, де пройшов шлях від молодшого наукового співробітника до завідувача відділом комп'ютерного матеріалознавства надтвердих композиційних матеріалів для породоруйнівних інструментів.

## Наукова діяльність
За період наукової діяльності А. Л. Майстренко були розроблені спеціальні експериментальні методи визначення фізико-механічних властивостей надтвердих матеріалів на основі природних і синтетичних алмазів, твердих сплавів і керамічних матеріалів. Він розробив методи визначення міцності і тріщиностійкості полікристалічних надтвердих матеріалів, твердих сплавів і керамік на зразках складної форми. Також він розробив метод побудови діаграм втомного руйнування цих матеріалів. З використанням створених методів, були визначені термопружні властивості, міцність і тріщиностійкість полікристалічних і композиційних надтвердих матеріалів, серійних і розроблюваних твердих сплавів, конструкційних і інструментальних керамік при статичної, динамічної і циклічної навантаженнях в широкому діапазоні температур. Ці дані увійшли в ряд наукових довідників.
В результаті виконаних А. Л. Майстренко досліджень, вирішена велика науково-технічна проблема, що є істотним внеском в розвиток теорії міцності і крихкого руйнування композиційних матеріалів, що містять алмази, підвищення їх міцності і експлуатаційних властивостей, і має важливе народногосподарське значення. У 1989 році зазначені результати були узагальнені в докторській дисертації «Опір руйнуванню композиційних алмазовмістних матеріалів з тендітною матрицею», яка була успішно захищена.
Результати діяльності А. Л. Майстренко висвітлені в 295 наукових публікаціях, в тому числі 4 монографіях, 98 статтях і доповідях і 31 винаходи і патенти. Під його науковим керівництвом підготовлено 7 кандидатів технічних наук.
Наукові досягнення А. Л. Майстренко систематизовані і узагальнені в його біобібліографії. Там же наведено і повний список його робіт.
Професор А. Л. Майстренко вів також викладацьку роботу в Київському національному авіаційному університеті.

## Публікації
1. Конструкционная прочность при низких температурах / Новиков Н. В., Майстренко А. Л., Ульяненко А. П. — Киев: Наук, думка, 1979. [Архівовано 8 квітня 2017 у Wayback Machine.];
2. К вопросу о влиянии взаиморасположения резцов на энергоемкость разрушения горной породы // А. Л. Майстренко, С. Д. Заболотный, Е. П. Виноградова // Породоразрушающий металлообрабатывающий инструмент — техника и технология его изготовления и применения: Сб. науч. тр. — К.: ІНМ ім. В. М. Бакуля НАН України, 2010. — Вип. 13. — С. 192—198. — рос. [Архівовано 7 квітня 2017 у Wayback Machine.];
3. Высоковольтный электрический разряд в жидкости как метод воздействия на основные характеристики микропорошков синтетического алмаза / Г. П. Богатырева, А. Л. Майстренко, О. Н. Сизоненко, Н. А. Олейник, Г. Д. Ильницкая, Г. А. Петасюк, В. С. Шамраева, Ю. В. Нестеренко, Э. И. Тафтай, А. С. Торпаков, Е. В. Липян, А. Д. Зайченко // Породоразрушающий и металлообрабатывающий инструмент — техника и технология его изготовления и применения: Сб. науч. тр. — К.: ІНМ ім. В. М. Бакуля НАН України, 2010. — Вип. 13. — С. 302—307. — Бібліогр.: 12 назв. — рос. [Архівовано 7 квітня 2017 у Wayback Machine.];
4. Влияние взаимного расположения резцов на энергоемкость разрушения прочной горной породы / И. А. Свешников, А. Л. Майстренко, С. Д. Заболотный, С. Ф. Беспалов, А. И. Доброскокин, В. Г. Городецкий, Н. П. Осадчук // Породоразрушающий и металлообрабатывающий инструмент — техника и технология его изготовления и применения: Сб. науч. тр. — К.: ІНМ ім. В. М. Бакуля НАН України, 2009. — Вип. 12. — С. 89-93. — Бібліогр.: 1 назв. — рос. [Архівовано 7 квітня 2017 у Wayback Machine.];
5. Дезинтеграция продукта синтеза алмаза ударными волнами, генерируемыми в жидкости электроразрядными импульсами большой мощности / Г. П. Богатырева, А. Л. Майстренко, О. Н. Сизоненко, Н. А. Олейник, Г. Д. Ильницкая, Г. А. Петасюк, Э. И. Тафтай // Породоразрушающий и металлообрабатывающий инструмент — техника и технология его изготовления и применения: Сб. науч. тр. — К.: ІНМ ім. В. М. Бакуля НАН України, 2009. — Вип. 12. — С. 191—198. — Бібліогр.: 16 назв. — рос. [Архівовано 7 квітня 2017 у Wayback Machine.];
6. К вопросу о механизме разупрочнения кристаллов синтетического алмаза при высокотемпературном нагревании / А. Л. Майстренко, А. И. Боримский, Л. Н. Девин, Л. М. Бологова, А. В. Щербаков, А. Г. Сулима // Породоразрушающий и металлообрабатывающий инструмент — техника и технология его изготовления и применения: Сб. науч. тр. — К.: ІНМ ім. В. М. Бакуля НАН України, 2010. — Вип. 13. — С. 272—279. — Бібліогр.: 13 назв. — рос. [Архівовано 7 квітня 2017 у Wayback Machine.];
7. Восстановление плит медных кристаллизаторов непрерывной разливки стали методом наплавки трением с перемешиванием / В. И. Зеленин, М. А. Полещук, Е. В. Зеленин, П. М. Кавуненко, И. М. Попович, А. Л. Майстренко, В. А. Лукаш, Н. М. Прокопив, О. В. Харченко // Породоразрушающий и металлообрабатывающий инструмент — техника и технология его изготовления и применения: Сб. науч. тр. — К.: ІНМ ім. В. М. Бакуля НАН України, 2010. — Вип. 13. — С. 476—479. — Бібліогр.: 4 назв. — рос. [Архівовано 7 квітня 2017 у Wayback Machine.];
8. Формирование высокоплотной структуры самосвязанного карбида кремния / А. Л. Майстренко, В. Г. Кулич, В. Н. Ткач // Сверхтвердые материалы. — 2009. — № 1. — С. 18-35. — Бібліогр.: 23 назв. — рос. [Архівовано 7 квітня 2017 у Wayback Machine.];
9. Моделирование тепловых процессов для улучшения структуры металлов и сплавов методом трения с перемешиванием / А. Л. Майстренко, В. М. Нестеренков, В. А. Дутка, В. А. Лукаш, С. Д. Заболотный, В. Н. Ткач // Автоматическая сварка. — 2015. — № 1 (739). — С. 5-14. — Бібліогр.: 27 назв. — рос. [Архівовано 7 квітня 2017 у Wayback Machine.];
10. Novikov N.V. Maystrenko A.L. Kushch V.I. Ivanov S.A. Quality rating of metal matrix–diamond composite from its thermal conductivity and resistivity //Mechanics of Composite Materials. — 2006, № 3. — P. 253—262. [Архівовано 8 квітня 2017 у Wayback Machine.].

## Почесні звання
- Член-кор. НАН України (2006)
- Доктор технічних наук (1989)
- Професор (1995)
- Лауреат Державної премії України в галузі науки і техніки
- Лауреат Премії НАН України ім. Е. А. Патона (2013) [15]
- Ювілейна медаль «В пам'ять 1500-річчя Києва»
- Знак «За наукові досягнення» (2008)
- Почесна грамотою Президії Національної академії наук України (1998)